# Амбиваленција
Амбивалентност (или подељеност) је истовремено постојање у једној личности сасвим супротних емоција, тежњи и ставова у односу на неки објект (особу, предмет, идеју или ситуацију). Амбиваленција, поред универзалног испољавања, нарочито је изражена у случајевима деловања јаких емоција (љубав – мржња, потчињавање – побуна, повлачење – напад и сл.). У случајевима патолошке амбиваленције, извесне особе су потпуно спутане у доношењу било какве самосталне одлуке и преузимању одговорности.